# LaRue Martin
LaRue Martin (Chicago, Illinois, 30 de març de 1950) és un exjugador de bàsquet nord-americà, considerat una de les pitjors primeres eleccions del Draft de l'NBA de la història, després de jugar tan sols 4 temporades en l'NBA amb números discrets, i després de ser triat per davant de futures estrelles com Bob McAdoo o Julius Erving.

## Trajectòria esportiva

### Universitat
Molts analistes van predir que Martin, ateses les seves excel·lents qualitats físiques i tècniques, podria haver passat directament des del high school a professionals, però va decidir acceptar una beca a la Universitat Loyola Chicago, on jugaria durant 3 temporades. Allí va aconseguir el rècord encara vigent del seu college en rebots (1072 captures), al qual hi va afegir 1222 punts. Va ser triat en dues ocasions All-American i va fer una mitjana en la seva última campanya d'uns excel·lents 18,7 punts i 17,6 rebots. Els observadors d'equips professionals es van quedar impressionats amb ell quan va ser capaç de parar en un partit l'estrella d'UCLA Bill Walton. Ningú dubtava que seria una estrella de l'NBA.

### Professional
Va ser triat com a número 1 del Draft de l'NBA del 1972 pels Portland Trail Blazers, i, pel que sembla, no va poder resistir la pressió de tal responsabilitat. En quatre temporades en l'equip amb prou feines va jugar una mitjana de 14 minuts per partit sortint des de la banqueta, acabant per retirar-se el 1976, amb tan sols 25 anys, havent fet una mitjana d'uns tristos 5,3 punts i 4,6 rebots per partit.